# Jongleikanalen
| Jongleikanalen (Qanāt Junqalī, Qanat Junqoley) |
| --- |
| Bild från 2006 från det stillastående kanalbygget. Kanalgrävmaskinen "Lucy" står kvar, och den delvis igenvuxna kanalen sträcker sig bort mot horisonten. - Betydelse – planerad och delvis byggd kanal i Sydsudan - Plats – den tidigare delstaten Jonglei, en förkortning av Vita Nilens flodfåra - Historik – planerad sedan 1907, delvis utgrävd 1970-talet–1983 - Övrigt – avbrutet projekt pga. inbördeskrig och befarade miljöeffekter (uttorkning av Suddträsken) |

Jongleikanalen (efter namnet på delstaten Jonglei) är ett projekt för att kanalisera Vita Nilen i en ny flodfåra i Sydsudan. Genom att leda flodvattnet i en kanal förbi Suddträsken ska mängden flodvatten öka, med ökade möjligheter för bevattning av åkermark i Sudan och Egypten. Projektet är kontroversiellt med tanke på dess inverkan på ekosystemet och har sedan 1980-talet legat nere på grund av långvariga krig i området.

## Historik

### Bakgrund
Suddträsken är en av världens största våtmarker. I området flödar Vita Nilens vatten genom ett nätverk av mindre ständigt växlande flodfåror, vilket leder till stor produktion av biomassa och hög avdunstning. Resultat är att mängden vatten i Vita Nilen är betydligt lägre norr om träsken än i söder (uppströms).

### Kanalbygget

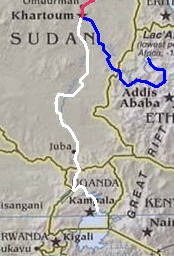
Vita Nilens sträckning (i vitt), med flodböjen vid Suddträsken i mitten.

Sedan tidigt 1900-tal har man projekterat att via kanaler leda flodens vatten förbi Sudd och därmed också minska vattenförlusterna. Sir William Garstin, undersekreterare i det dåvarande, i praktiken brittiskstyrda Egypten, lade 1907 fram det första förslaget om kanal förbi Sudd. Hans beräkningar var att detta skulle kunna öka mängden odlingsbart land i Egypten med 8 1000 kvadratkilometer.
Hydrogeologer på 1930-talet föreslog byggandet av en kanal, Jongleikanalen, öster om Suddträsken. Då kunde man avleda vattnet från Bahr al Jabal (Vita Nilens huvudfåra i sydligaste Sydsudan) uppströms träsken till flodfåren nedströms träsken, med ökad vattenföring som följd.
1946 studerades detta kanaliseringsprojekt av Egyptens regering, och planerna vidareutvecklades under åren 1954–59. Själva byggandet inleddes 1978, men politisk instabilitet i Sudan har gjort att konstruktionsarbetet i många år legat nere. 1983 stoppade aktiviteter av den sydsudanesiska SPLA-gerillan arbetet på kanalen, efter att 240 kilometer av kanalens total 360 kilometer hade grävts ut. Kanalbygget och dess konsekvenser (se nedan) sägs vara en av orsakerna till inbördeskriget.

### Senare år
De rostiga resterna av en stor, Tysklandsbyggd kanalgrävningsmaskin (omväxlande benämnd "Sarah" eller "Lucy") finns fortfarande kvar nära den södra änden av kanalutgrävningen. Maskinen drabbades/förstördes av en missil, och området runt kanalen är eller har länge varit kontrollerat av regimfientliga motståndsrörelser.

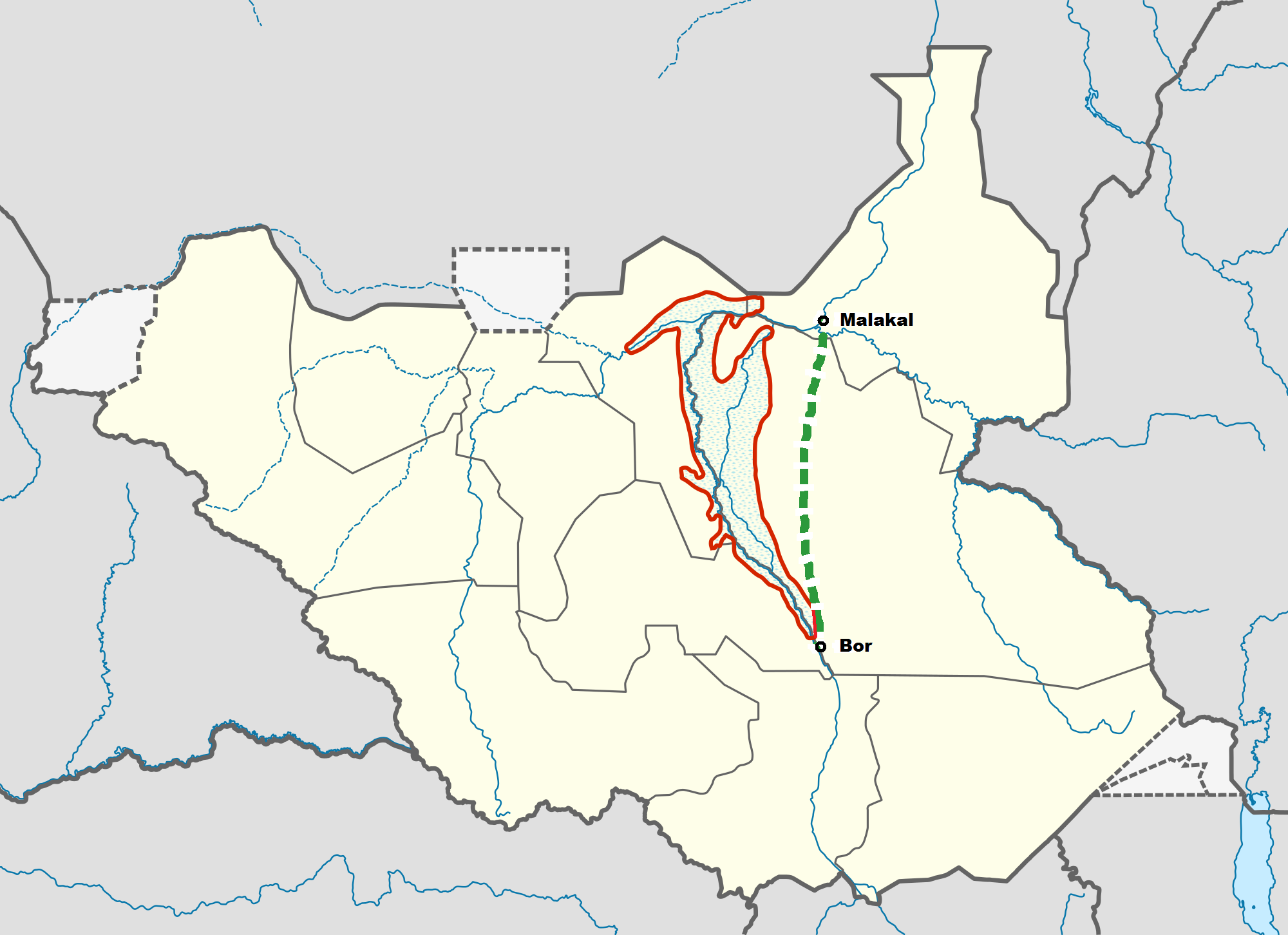
Jongleikanalens (projekterade) sträckning i grönt, med Suddträskens utsträckning markerat i rött.

När striderna mellan Sudans regering och sydsudanesiska rebeller upphörde 2000, ökade förhoppningarna om ett nystart av projektet. 21 februari meddelade dock Sudans regering att ett återupptagande av byggprojektet inte var prioriterat.
Sudan och Egypten enades 2008 om att projektet borde återstartas och avslutas inom 24 år. Tre år senare överfördes dock den administrativa kontrollen över området till den nya självständiga staten Sydsudan.

## Hydrologiska och miljöeffekter
Det beräknas att en fungerande Jongleikanal kan öka flodens vattenföring med motsvarande 110–152 kubikmeter/sekund. Detta motsvarar en ökning av 5–7 percent av Egyptens nuvarande vattentillgångar. Vinsterna skulle delas av Egypten och Sudan, medan Sydsudan – där själva kanalbygget utförs – inte får några fördelar. Egypten har sedan äldre avtal mellan länderna i området tillförsäkrats större delen av Nilens vattentillgångar.
Kanalen och dess stora ingrepp i hydrologin i Sydsudan skulle medföra stora miljömässiga förändringar. Dränering av Suddträsken skulle sänka grundvattennivåerna i området och leda till uttorkning av omgivande betesmarker samt kollaps för den lokala fiskenäringen. Dessutom skulle områdets nederbörd minska. Miljöförändringarna för regionen kan jämföras med uttorkningen av Tchadsjön och dräneringen av Aralsjön.